# François van Lith
Compléments
Van Lith est considéré comme le fondateur de l'Eglise catholique à Java
François van Lith (surnommé Romo van Lith), né le 17 mai 1863 à Oirschot (Pays-Bas) et décédé le 9 janvier 1926 à Muntilan (Indonésie), est un prêtre jésuite néerlandais, missionnaire dans les Indes néerlandaises. Il est considéré comme le fondateur de la mission catholique dans le centre de Java.

## Biographie

### Premières années et formation
Né le 17 mai 1863 à Oirschot dans de Brabant septentrional (Pays-Bas) François van Lith est fils d’huissier. Il fait ses études secondaires dans la petite ville d’Eindhoven. Mu par une vocation religieuse il entre au noviciat des Jésuites de Mariëndaal (Velp) le 25 septembre 1881. Sa formation spirituelle initiale terminée il fait des études de philosophie à Stonyhurst en Angleterre (1885-1888). Pour les études théologiques préparatoires au sacerdoce il se retrouve au Canisianum,le théologat jésuite de Maastricht (1891-1895). Le 8 septembre 1894 il y est ordonné prêtre.

### Missionnaire à Java
Alors qu’il pensait œuvrer à la conversion des protestants de son pays, van Lith est envoyé (en 1896) avec le père Piet Hoevenaars à Java, dans les Indes néerlandaises (Indonésie) : les deux missionnaires sont les premiers prêtres catholiques entièrement engagés dans une mission créée deux ans auparavant. Il s’installe à Muntilan, hors du sultanat de Yogyakarta, d’où il visite les jeunes communautés et leurs catéchistes tout en étudiant la langue, la littérature, la culture et l’histoire de Java.
En octobre 1897 van Lith découvre que presque tous les catéchistes, trompant les missionnaires, avaient travaillé pour les missions protestantes, qui les avaient licenciés. Seule une petite partie des fidèles étaient vraiment chrétiens. Il en résulte que la plupart des postes missionnaires sont fermés, et les missionnaires concentrent leurs efforts sur Muntilan (le père van Lith) et Mendut (le père Hoevenaars). Les deux missionnaires sont de tempérament très différent. Hoevenaars est plutôt traditionaliste et de style patriarcal. Van Lith est un penseur pragmatique, ouvert à diverses expériences et disposé à apprendre avant d’enseigner.

### Éducation
Après quelques années Hoevenaars est transféré à Cirebon, laissant van Lith seul à Muntilan. C’est alors que ce dernier focalise ses activités sur une école d’instituteurs (école normale) ouverte à Muntilan (1900), comptant sur un effet démultiplicateur : les jeunes laïcs qui en sortent deviendront enseignants dans les écoles publiques et autres lieux et formeront le noyau de l’Église à Java. De l’école de Muntilan et d’une autre, à Mendut, fréquentée par les jeunes filles (et dirigée par les sœurs franciscaines depuis 1908) sont issues d’excellentes familles catholiques ainsi que les premiers prêtres, religieux et religieuses javanais, et même des membres du premier cabinet ministériel de l’Indonésie indépendante. Presque tous ont reçu le baptême durant leurs années d’études.
Le gouvernement des Indes néerlandaises reconnait la compétence du père van Lith. Il est membre de plusieurs commissions officielle sur l’éducation et surtout de celle qui réforma le ‘Conseil populaire’ (1918), une sorte de parlement régional. Il est très estimé par les media nationalistes et son attachement et amour pour le peuple javanais, dont il reconnait les aspirations nationalistes, sont appréciés.

### Nationalisme javanais
Cependant ses opinions très en faveur du peuple javanais ne sont pas partagées par tous ses confrères jésuites et encore moins par la majorité des néerlandais. Il parle ouvertement de l’exploitation coloniale de l’Indonésie par les Pays-Bas, son pays natal, et il décrit en termes véhéments l’attitude de ses compatriotes : « La société néerlandaise, telle qu’elle est sous l’administration coloniale actuelle, n’est qu’une continuation des ‘affaires’ de l’ancienne société [La Compagnie néerlandaise des Indes orientales] et tous les néerlandais vivent dans l’atmosphère de cette grande boutique d’épices, jouissant de ses profits et vivant pour cette société géante dont la survie et la prospérité décident de leur propre vie et leur bien-être. » Ami de Soekarno il lui fit connaitre le christianisme qui indirectement influença la philosophie politique nationale du 'Pancasila'.

### Retour en Europe
Très malade, le père van Lith rentre dans son pays natal en avril 1920 où il garde des contacts fréquents avec les étudiants indonésiens, et prône les intérêts de la mission auprès des autorités coloniales. En 1922 il provoque une dernière controverse avec un article dans ‘Studiën’ décriant la politique néerlandaise dans les Indes orientales.
Le père François van Lith retourne à Java en juin 1924, et passe ses deux dernières années comme curé à Semarang (Java central). Il meurt à Muntilan le 9 janvier 1926. C’est là qu’il est enterré.

## Souvenir
- Un collège important d’Indonésie porte son nom : le SMA Pangudi Luhur van Lith

## Écrits
- De politiek van Nederland ten opzichte van Nederlandsch-Indië, dans Studiën, vol.98 (1922), pp.280-296, 323-346.